# Rabih Merhi
Rabih Merhi (* 1. Dezember 1976 in Beirut, Libanon) ist ein Musikproduzent libanesischer Herkunft.

## Leben und Karriere
Merhi ist ein libanesischer Musikkomponist und Musikproduzent. Er wurde als 13. Kind geboren und wuchs in Beirut auf.
Im Jahre 1997 gründete er das Plattenlabel MMG MUSIC in Berlin, das sich auf Oriental-Dance-Music-Produktionen orientierte und in der Zeitspanne von 1996 bis 2009 über 40 Musik Platten produzierte und ca. vier Projekte im Bereich der Sampling-Software produzierte, die alle bei Bestservice Music in München publiziert worden sind.
2005 entstand das Balladen-Projekt Der Feuerreiter, das unter anderem als Audiobuch erschienen ist, und über 20.000 mal verkauft wurde. Im Juli 2009 wurde MMG MUSIC eingestellt.
Heute fokussiert sich Merhi auf das Schreiben von Drehbüchern.

## Diskografie (Auswahl)
| - 1996: Samir Srour (MMG MUSIC) - 1997: Rabih Merhi Operation Stirb Langsam - 2000: Liebe will (MMG MUSIC) - 2001: Bodyshock Ma’Ma (MMG MUSIC) - 2002: Bodyshock Nostalgie (MMG MUSIC) - 2002: Powerdance (MMG MUSIC) - 2003: Percumania (MMG MUSIC) - 2003: Top 4 (Latin Dance Music) - 2004: Harem 1 (MMG MUSIC) - 2004: Bodyshock (MMG MUSIC) - 2005: Harem 2 (MMG MUSIC) - 2005: POWERDANCE 2 (MMG MUSIC) - 2005: Marwa Chil Idak (MMG MUSIC) - 2006: Harem 3 (MMG MUSIC) - 2006: Percumania 2 (MMG MUSIC) - 2006: The Belly Dance Project - 2007: Harem 4 (MMG MUSIC) - 2009: Belly Dance House of Dance (Meiselverlag) | - 1999: Harara - 2001: Besessen - 2003: Blue Hope - 2000: Westside Beats - 2001: Percumania (Rabih Merhi’s The World Of Percussio) - 2003: PLP 120 - 2005: Orient World - 2006: The Resource - 2005: Der Feuerreiter, benannt nach Mörikes Gedicht |